# Carbodi-imide

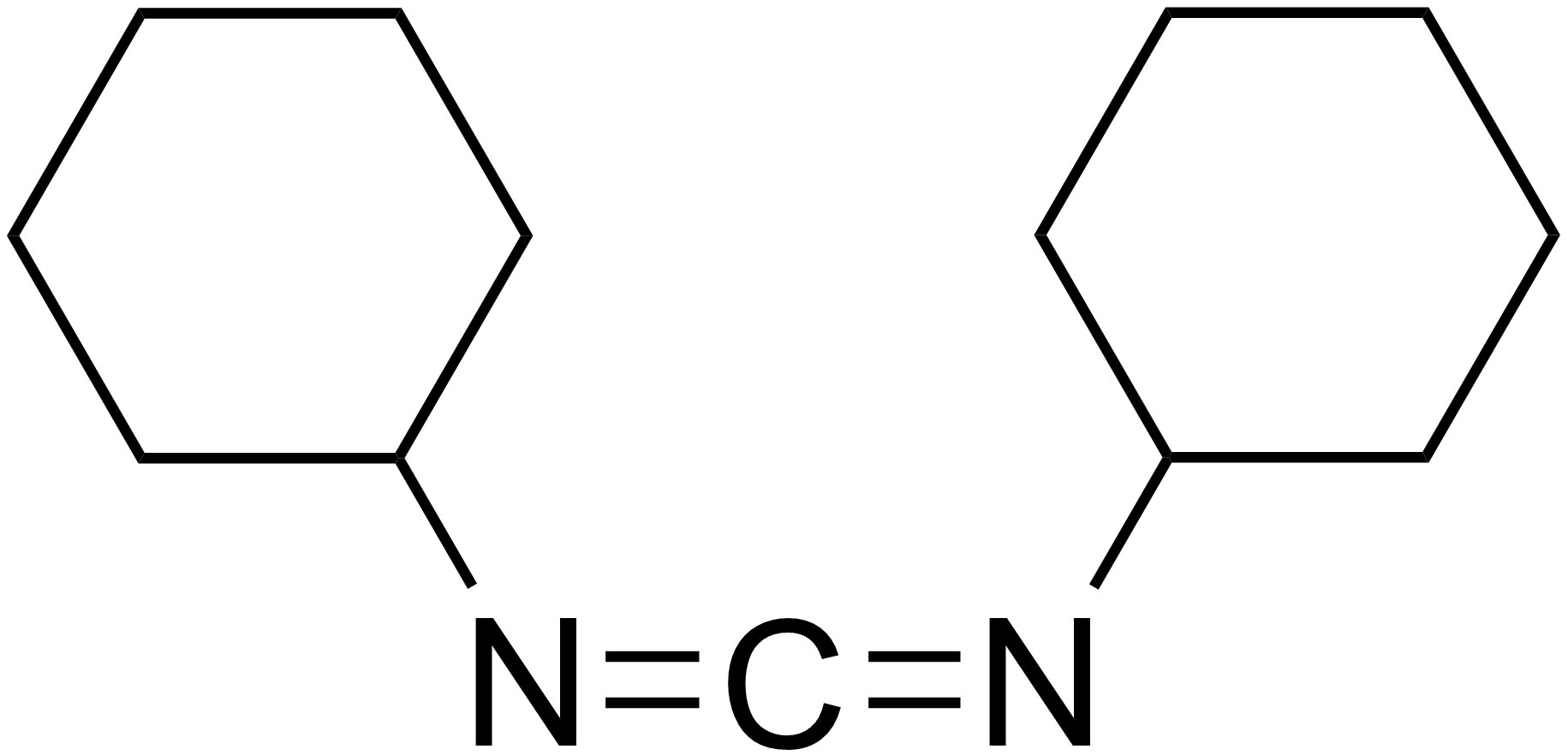
N,N'-dicyclohexylcarbodi-imide

Carbodi-imiden zijn in de organische chemie een stofklasse van verbindingen met als algemene structuurformule: {\displaystyle R-N=C=N-R'}, waarbij R en R' organische restgroepen zijn of waterstofatomen.
De eenvoudigste verbinding uit de groep, HN=C=NH, is een tautomeer van cyaanamide, waarvan de andere tautomere vorm, N=C=NH2 dominant is. Carbodi-imiden reageren met water spontaan tot een ureumverbinding. Ze komen om die reden bijna niet voor in de natuur.

## Synthese
Carbodi-imiden kunnen synthetisch bereid worden door dehydratie van de corresponderende ureum- of thio-ureumverbinding. Daarbij moet gezorgd worden dat het gevormde water verdwijnt uit het reactiemengsel om de terugreactie tot ureum te vermijden.
Een andere, commercieel gebruikte methode is de omzetting van het corresponderende isocyanaat:
2 R-N=C=O → R-N=C=N-R + CO2
Met een di-isocyanaat verkrijgt men op gelijkaardige wijze een polycarbodi-imide, met isocyanaatgroepen op de uiteinden van de keten:
n O=C=N-R-N=C=O → (-R-N=C=N-)n + n CO2
Een geschikte katalysator voor deze omzetting is een fosfolineoxide-verbinding (1-methyl-1-fosfa-2-cyclopenteen-1-oxide of 1-methyl-1-fosfa-3-cyclopenteen-1-oxide).

## Toepassingen
In organische synthese gebruikt men carbodi-imiden, bijvoorbeeld DCC (N,N'-dicyclohexylcarbodi-imide) als dehydratiemiddel, of als "promotor" bij de omzetting van een carbonzuur tot een ester of een amide. De carboxylgroep reageert met de dubbele C=N-binding van het carbodi-imide, waarbij een zeer reactieve intermediaire verbinding ontstaat die reageert met een amine tot een amide, of met een alcohol tot een ester. De reactie tussen een carbonzuur en een amine of alcohol gaat ook op zonder carbodi-imide; maar carbodi-imide kan de omzetting vergemakkelijken en de opbrengst verhogen. Het volgende schema geeft de vorming weer van een amide:
Carbodi-imiden reageren met carboxylgroepen en aminegroepen en kunnen als zodanig als crosslinkers ingezet worden. Ze worden onder andere gebruikt in thermohardende harsen met die functionele groepen.
Sommige carbodi-imiden (bijvoorbeeld bis-(2,6-di-isopropylfenyl)-carbodi-imide, bereid uit 2,6-di-isopropylfenylisocyanaat) zijn een stabilisator voor kunststoffen. Ze verhinderen de afbraak door hydrolyse, wat vooral bij polyesters nodig is. Dergelijke carbodi-imiden kunnen ook fungeren als antioxidant in smeerolie.